# Enerhija Mikołajów
Enerhija Mikołajów (ukr. Футбольний клуб «Енергія» Миколаїв, Futbolnyj Kłub „Enerhija” Mykołajiw) – ukraiński klub piłkarski z siedzibą w Mikołajowie.
W 2013 występował w rozgrywkach ukraińskiej Druhiej lihi.

## Historia
21 grudnia 2011 na został założony klub piłkarski Enerhija Mikołajów. W 2011 roku, z inicjatywy dyrektora generalnego miejscowej firmy energetycznej Mykołaiwobłenerho Jurija Antoszenki postanowiono zorganizować w „Dniu Energetyka” mini-turniej piłki nożnej dla wszystkich oddziałów spółki. Finał odbył się 3 grudnia 2011 roku. Turniej przyciągnął 22 zespołów z różnych jego jednostek. Po ostatnim meczu, Jurij Antoszenko powiedział dziennikarzom, że wkrótce zostanie utworzona piłkarska drużyna, która będzie brać udział w konkursach regionalnych i prezentować Mykołaiwobłenerho.
25 grudnia 2011 klub debiutował w zimowych mistrzostwach obwodu mikołajowskiego.
Klub zdobył mistrzostwo obwodu w 2012 roku oraz mistrzostwo zimowe 2013 roku.
Wiosną i latem 2013 zespół (zgodnie z wymaganiami) wziął udział w Mistrzostwach Ukrainy wśród zespołów amatorskich.
W 2013 klub otrzymał status profesjonalny i w sezonie 2013/14 debiutował w rozgrywkach Drugiej Ligi, ale już 6 marca 2014 z przyczyn finansowych zrezygnowała ze startu w rundzie wiosennej sezonu 2013/14.

## Sukcesy

### Ukraina
- III Liga (Druha Liha):

 ? miejsce: 2013/14
- Puchar Ukrainy:

1/? finału: 2014

### Europa
nie uczestniczył

## Trenerzy
- 12.2012-06.2013:  Jurij Czaus
- 07.2013–2014:  Wiaczesław Mazarati